# 斑駁盾皮鮠
斑駁盾皮鮠，為輻鰭魚綱鯰形目美鯰科的其中一種。分布於南美洲巴西Itapicuru河流域，屬日行性魚類，棲息在中層水域，體長可達3.37-3.4公分，可做為觀賞魚。

## 扩展阅读
維基物種上的相關：斑駁盾皮鮠